# Kallgölarna (Tuna socken, Småland, 637578-152433)
Kallgölarna är en sjö i Vimmerby kommun i Småland och ingår i Marströmmens huvudavrinningsområde.